# شارل مالک
شارل حبیب مالک (به عربی: شارل حبیب مالك) (زاده ۱۹۰۶ در لبنان - درگذشته ۲۸ دسامبر ۱۹۸۷ در بیروت) فلسفه دان و دیپلمات لبنانی بود.

## زندگی شخصی
شارل پسر دکتر حبیب مالک و ظریفه کرم از پیروان کلیسای ارتدوکس شرقی بود. او در مدرسه آمریکایی پسرانه تریپولی و دانشگاه آمریکایی بیروت درس خواند و در ریاضیات و فیزیک مدرک گرفت. در ۱۹۲۹ به قاهره رفت و در آنجا به دنبال علاقه‌اش به فلسفه به دانشگاه هاروارد و سپس به دانشگاه فرایبورگ کشیده شد. او در فرایبورگ شاگرد مارتین هایدگر بود، اما به دلیل وضعیت نامطلوب هنگام به قدرت رسیدن نازی‌ها در ۱۹۳۳ از آلمان رفت و دکترای فلسفه خود را از هاروارد با تزی که در مورد «متافیزیک در فلسفه آلفرد نورث وایتهد و مارتین هایدگر» نوشته بود، دریافت کرد.

## سازمان ملل
با تأسیس سازمان ملل پس از پایان جنگ جهانی دوم شارل مالک از طرف دولت لبنان به عنوان سفیر این کشور در ایالات متحده و سازمان ملل انتخاب شد. او در ۱۹۴۷ و ۱۹۴۸ گزارشگر کمیسیون حقوق بشر بود و نقش بسیار مهمی در تدوین اعلامیه جهانی حقوق بشر داشت. با این وجود اعتقاد او به این که حقوق طبیعی مبنای حقوق بشر است و مواضع سرسختش در این مورد گاهی موجب دو دستگی می‌شد. البته تلاش او برای گنجاندن این نکته در اعلامیه که حقوق بشر از حقوق طبیعی سرچشمه می‌گیرد نتیجه بخش نبود.
مالک در ۱۹۴۸ به ریاست شورای اقتصادی و اجتماعی ملل متحد رسید و در ۱۹۵۱ جای النور روزولت را در مقام ریاست کمیسیون حقوق بشر گرفت.
مالک یکی از پرگوترین سخنوران در مجمع عمومی سازمان ملل متحد بود که انتقادات شدیدی را به اتحاد شوروی وارد می‌کرد. او تا ۱۹۵۵ در آمریکا ماند و سفارت لبنان را بر عهده داشت.

## سیاست لبنان
شارل مالک در اواخر دهه ۱۹۵۰ وارد کابینه لبنان شد و ابتدا وزیر آموزش ملی و هنرهای زیبا و بعد وزیر خارجه بود. او از ۱۹۵۷ تا ۱۹۶۰ به نمایندگی در پارلمان لبنان نیز انتخاب شد.
مالک دهه شصت و هفتاد را بیشتر در دانشگاه‌های مختلف ایالات متحده و دانشگاه آمریکایی بیروت گذراند.
با درگرفتن جنگ داخلی لبنان (از ۱۹۷۵ تا ۱۹۸۰) مالک در کنار پیر جمیل و کمیل شمعون از بنیادگذاران «جریان لبنان برای آزادی و انسان به پیش» شد. جریانی که بعدها نام خود را به «لبنان به پیش» کوتاه کرد. او تنها شخصیت غیر مارونی در رهبری این حزب بود.

## مکتوبات

### روزنوشت‌ها
او علاوه بر انتشار چند کتاب، فصل کتاب، مقاله و سخنرانی‌های بسیار درباره موضوعات فلسفی، کلامی، سیاسی و غیره، چندین دهه یادداشت‌های روزانه از خود به یادگار گذاشته است که عمدتاً به خط خود او هستند و همچنان منتشر نشده باقی مانده‌اند. این اسناد تقریبا 34000 صفحه و حاوی روایت‌های دست اول او از بسیاری از افراد از جمله رهبران جهان است که با آن‌ها تعامل داشته. در این یادداشت‌ها همچنین به لبنان و مسائل آن، روابط لبنان و آمریکا، سال‌های اولیه پیدایش سازمان ملل متحد پرداخته شده است. صدها جعبه حاوی اوراق و آرشیوهای شخصی مالک، از جمله بسیاری از نوشته‌های منتشر نشده، دو مجموعه بزرگ، یکی در کتابخانه کنگره در واشنگتن دی سی، و دیگری در دانشگاه نوتردام-لوائیز، لبنان وجود دارد.